# Savoia-Marchetti S.M.90
Il Savoia Marchetti S.M.90 fu un trimotore da trasporto ad ala bassa sviluppato dall'azienda italiana SIAI-Marchetti nei primi anni quaranta e rimasto allo stadio di prototipo.
Il modello, variante allungata del precedente S.M.75 e destinato, come nella politica dell'azienda, sia al mercato dell'aviazione commerciale che con le opportune modifiche a quello militare, non riuscì ad essere avviato alla produzione in serie, prima accantonato per le priorità accordate a modelli militari già in produzione conseguenti all'entrata dell'Italia nella Seconda guerra mondiale e poi, a conclusione del conflitto, per l'inflazione del mercato civile ad opera dei velivoli surplus di produzione statunitense residuati bellici USAF.

## Storia del progetto
Nei primi anni quaranta la Caproni pianificò lo sviluppo di un nuovo modello di aereo da trasporto destinato, come nella politica dell'azienda, a soddisfare un possibile aumento della richiesta di viaggiatori sulle linee aeree commerciali ma che potesse essere rapidamente trasformabile per esigenze militari.
Giovanni Battista Caproni affidò il progetto al direttore dell'Ufficio Tecnico degli stabilimenti di Taliedo, l'ingegnere Alessandro Marchetti, il quale decise di modificare il precedente S.M.75, sempre frutto del suo tavolo da disegno, riproponendone l'impostazione generale, trimotore monoplano ad ala bassa e carrello d'atterraggio fisso, introducendo una fusoliera allungata per ospitare, nella versione civile, 30 posti a sedere per i passeggeri. Questa variante, che assunse la designazione aziendale S.M.90, come conseguenza del maggior peso massimo al decollo necessitava di una maggior potenza disponibile rispetto al suo predecessore che Marchetti trovò nell'Alfa Romeo 135 RC.32 "Tornado", un motore aeronautico radiale da poco avviato alla produzione in serie e capace di erogare 1 400 CV (1 030 kW).
Il prototipo venne realizzato e portato in volo dal campo di aviazione di Taliedo nel corso del 1941 tuttavia le esigenze belliche dovute alla partecipazione del Regno d'Italia alla Seconda guerra mondiale convinsero Caproni a rinviare l'avvio della produzione del nuovo modello, dato lo stallo del mercato dell'aviazione civile, per concentrarsi sull'evasione degli ordini dei modelli militari richiesti dalla Regia Aeronautica.
L'S.M.90 rimase quindi stoccato negli hangar dell'azienda di Taliedo fino al 1943 quando, per le conseguenze della firma dell'armistizio di Cassibile, le autorità tedesche decisero di requisire l'esemplare affidandolo ai collaudatori della Luftwaffe per delle prove di volo comparative. 
Le prestazioni espresse dal modello però non riuscirono a soddisfare le autorità militari tedesche che gli preferirono modelli più recenti e tecnologicamente più avanzati. 
L'unico esemplare, presumibilmente preso in carico dalla Luftwaffe, rimase quindi in Germania dove se ne persero le tracce.
Con il termine del conflitto e la difficoltosa ripresa dell'aviazione civile italiana del dopoguerra la Caproni ipotizzò di riproporre sul mercato l'S.M.90 ma l'inflazione del mercato dovuta alla sovrabbondanza dei velivoli di produzione statunitense, residuati bellici surplus ex USAAF (dal 1947 divenuta USAF), vanificò questa ipotesi compromettendo anche il futuro dell'azienda.